# Yellow Mama
Yellow Mama é a cadeira elétrica do estado americano do Alabama. Foi utilizada para execuções de 1927 a 2002. 
Instalada pela primeira vez na Prisão Estadual de Kilby, em Montgomery, Alabama, a cadeira adquiriu sua cor amarela (e dela, o apelido de "Mama Amarela") quando foi pintada com tinta para linhas de rodovias no laboratório do Departamento Estadual de Rodovias adjacente. A cadeira foi construída por um preso britânico em 1927 e foi usada pela primeira vez para executar Horace DeVauhan naquele ano. 
A última pessoa morta em Mama Amarela foi Lynda Lyon Block, executada em 2002. A cadeira foi guardada em um sótão acima da câmara de execução da prisão de Holman. 

## Histórico
Antes de 1923, as execuções no Alabama eram de responsabilidade dos condados e eram realizadas penduradas em forca privada. Em 1923, a legislação previa execuções realizadas pelo estado por eletrocussão. Na prisão de Kilby, em Montgomery, uma sala especial foi designada para esse fim. O preso Ed Mason, um mestre carpinteiro de profissão que cumpria 60 anos por roubo e furto, construiu a Mama Amarela. A cadeira elétrica permaneceu lá até 1970, quando foi transferida para a prisão de Holman.
A primeira execução por eletrocussão no Alabama foi realizada na Yellow Mama em 8 de abril de 1927. Entre 1930 e 1976, foram realizadas 135 execuções usando a Mamãe Amarela. Em 1983, o Comitê Judiciário do Senado do Estado votou a favor do uso de injeções letais no lugar de eletrocussões. No entanto, a conta falhou. Em 1997, foi discutido um projeto de lei que permitiria que os presos condenados fossem executados pela opção de injeção letal.

## Problemas com Mama Amarela
O Alabama passou por várias execuções problemáticas envolvendo a cadeira. Em 22 de abril de 1983, John Louis Evans, foi atingido com um choque inicial de eletricidade, que durou 30 segundos. O corpo de Evans ficou tenso, fazendo com que o eletrodo da perna esquerda se soltasse. Logo fumaça e chamas foram lançadas sob o capuz que cobria sua cabeça. Quando dois médicos entraram na câmara da morte, encontraram-no ainda vivo. Ignorando o pedido do advogado de Evans, um terceiro choque elétrico foi aplicado e ele morreu. A execução durou 14 minutos e seu corpo ficou carbonizado e em chamas. Em 1989, o estado executou Horace Dunkins, que tinha um QI de 69 e foi condenado por assassinar Lynn McCurry. Na execução de Dunkins, o primeiro choque elétrico apenas o deixou inconsciente. Charles Jones, o diretor da época, disse que, porque os conectores que ligavam a eletricidade à cadeira haviam sido invertidos, não havia tensão suficiente para matá-lo na primeira tentativa. Portanto, demorou 19 minutos para Dunkins morrer. 

## Atualmente
Agora, a Yellow Mama está armazenada em um sótão acima da câmara de execução do Holman Correctional Facility em Atmore, Alabama. A última execução a ser realizada foi a do Lynda Lyon Block em 10 de maio de 2002. Em 1º de julho do mesmo ano, uma revisão da pena de morte no Alabama entrou em vigor, permitindo que um preso escolhesse a execução por injeção letal ou eletrocussão. A Mama Amarela permanece armazenada caso um futuro preso do corredor da morte decida que a sentença de morte seja executada por eletrocussão.